# Canuleius nudiceps
Canuleius nudiceps is een insect uit de orde Phasmatodea en de  familie Heteronemiidae. De wetenschappelijke naam van deze soort is voor het eerst geldig gepubliceerd in 1906 door Redtenbacher.